# Золотов, Сергей Владимирович
Сергей Владимирович Золотов (род. 27 января 1971, Казань) — советский и российский хоккеист, нападающий. Мастер спорта международного класса.

## Биография
Воспитанник казанского СК имени Урицкого. В сезоне 1987/88 в первой советской лиге провёл за клуб пять матчей. В возрасте 17 лет при поддержке Геннадия Маслова и Сергея Котова перешёл в московские «Крылья Советов», где провёл семь сезонов. Выступал на Кубке Шпенглера 1992 в составе ЦСКА. В сезоне 1995/96 играл за австрийский «Клагенфурт» и словенский «Блед» (вместе с Михаилом Анфёровым). Вернувшись в Россию, играл за «Ак Барс» (1996/97 — 2002/03), ЦСКА (2002/03 — 2003/04), «Северсталь» (2004/05) и «Сибирь» (2004/05), «Витязь» Чехов (2005/06), «Дмитров» (2006/07 — 2007/08).
Чемпион Европы среди юниорских команд 1989. Серебряный призёр чемпионата мира среди молодёжных команд 1991.
Чемпион России 1998. Серебряный призёр чемпионата России 2000, 2002. Бронзовый призёр чемпионатов СССР и России 1989, 1991, 1993.
Бронзовый призёр чемпионата и финалист плей-офф Австрии 1996.
В сезоне 2008/09 — тренер «Дмитрова», в сезоне 2009/10 — тренер, главный тренер ХК «Шериф» Балашиха, с 2017 года — заместитель спортивного директора ЦСКА.